# Калани, Чарльз
Чарльз «Ча́рли» Дж. Кала́ни-младший (англ. Charles Kalani; 6 января 1930, Гонолулу — 22 августа 2000, Лейк-Форест, Калифорния) — американский рестлер, профессиональный боксёр и актёр, более известный под псевдонимом Профессор То́ру Тана́ка или Профессор Тана́ка.

## Биография
Чарли Калани родился в Гонолулу, Гавайи, в семье Чарльза Калани и Кристины Леонг-Калани. В девять лет Чарли начал изучать дзюдо и стал увлекаться другими видами спорта, такими, как американский футбол. По воспоминаниям его будущей жены, Дорис Калани, если бы не спорт, то хулиган Калани попал бы в тюрьму для несовершеннолетних.
Дальнейшее образование Калани получил в Юте, куда переехал для учёбы в колледже Вебер (ныне университет Вебер Стейт), после чего, в 1951 году, перешёл в университет Юты, где выступал за футбольную команду. В 1952 году Калани стал профессиональным боксёром (3 победы, 2 поражения), а в 1955 году отправился на службу в армию, где особенно преуспел в пулевой стрельбе.
После демобилизации в 1966 году чета Калани переехала в Монтерей, где Чарли заведовал школой боевых искусств, преподавая дзюдо и данзан-рю джиу-джитсу с профессором Джоном Чоу-Хуном. Именно там с ним познакомился промоутер рестлинга Рой Шайр, который и пригласил Чарли выступить на ринге.
Калани не имел никакого отношения к Японии; по словам его жены, он был практически чистокровным гавайцем; поскольку это не вызвало бы большого ажиотажа в рестлинге, промоутер предложил ему изображать японца, и это также помогло ему поддерживать имидж злодея во время съёмок в кино.

## Реслинг
Значительный опыт Калани в боевых искусствах пошёл ему на пользу в рестлинге. Он выиграл командные чемпионаты в 1969, 1972, 1973, 1975 и 1977 годах с разными партнёрами, включая Мистера Фудзи, Доктора Хиро Ота, Мицу Акавару и Убийцу № 2.
Наиболее известными выступлениями Калани в рестлинге были командные бои вместе с Гарри Фудзивара, более известным как «Мистер Фудзи». В книге «Слушайте вы, тонкошеие ботаники» (англ. 'Listen, You Pencil Neck Geeks') известный реслер Фредди Блэсси писал:
С точки зрения Танаки, ему имело смысл проводить время с Фудзи как с другим японским злодеем. Ни тот, ни другой не испытывали восхищения друг к другу. Танака всё делал по инструкции и рестлинг воспринимал как средство для заработка. Он просто хотел отработать матч, пожать всем руку и отложить немного денег. Он был профессионал. Если ты хотел обговорить угол падения заблаговременно, ты всегда шёл к Танаке. Он был генерал ринга, который командовал всеми во время матча. Фудзи, конечно, был хороший трюкач, но его нельзя было контролировать. Так что помимо того, что Танаке надо было следить за своими оппонентами, ему ещё надо было держать Фудзи под контролем. Я так думаю, он хорошо выполнил свою работу, потому что когда, годами позже, Танака стал работать в крохотных, независимых шоу, чтобы чуть подзаработать, Фудзи сам стал менеджером.
Одним из характерных действий Калани в ринге был бросок соли в глаза противника, а коронным приёмом был «удушение кобры».

## Кинематограф
Первое появление Калани на экране вне ринга состоялось в телевизионной рекламе риса в Пуэрто-Рико. Также Калани снялся в рекламе зубной пасты «Colgate» и нескольких музыкальных клипах Дэвида Ли Рота.
В начале 1980-х Калани уже физически не мог выступать на ринге и окончательно перешёл в кино. Первым полнометражным фильмом с его участием стал боевик «Око за око», где Калани сыграл японского убийцу. Узкие глаза, скупая мимика и массивное телосложение закрепили за Калани образ азиатского злодея, и в последовавших фильмах он, как правило, играл представителей мафии и убийц. Наиболее известными его ролями стали сталкер Сабзиро в футуристическом боевике «Бегущий человек» и безмолвный убийца корейской мафии в боевике «Совершенное оружие». Последнюю роль Калани сыграл в боевике «Тяжёлая справедливость» в 1995 году.

## Личная жизнь
В отличие от своих киноперсонажей, в жизни Калани, по отзывам друзей и близких, был добрым и мягким человеком с хорошим чувством юмора. При этом его школьный товарищ Сол Науму отмечал, что «если его разозлить, то — держись».
В 1952 году, во время обучения в университете Юты, Калани познакомился со своей будущей женой — Дорис Питерсон. У пары родилось трое детей, но в 1987 году Чарли и Дорис развелись, чему способствовало увлечение Чарли рестлершей Лейлани Кай.
22 августа 2000 года Чарли Калани скончался от остановки сердца и был похоронен с воинскими почестями, включая церемониальное сворачивание американского флага и салют.

## Фильмография
- Око за око (1981)
- Ангел H.E.A.T. (1982)
- Маленькия дом в прерии — новое начало; «Дилемма Алдена» (ТВ)
- Месть ниндзя (1983)
- Команда «А» — Мальтийская корова (1983)
- Off the Wall (1983)
- Чаттануга Чу Чу (1984)
- Добровольцы (1985)
- Большое приключение Пи-Ви (1985)[4]
- Пропавшие без вести: Начало (1985)
- Отряд «А» — Шпион, который меня ограбил (1986)
- Плохие парни (1986)
- Шанхайский сюрприз (1986)
- Бегущий человек (1987)
- Catch The Heat (1987)
- Мёртвый полицейский (1988)
- Чёрный дождь (1989)
- Сезон налогов (1989)
- Человек тьмы (1990)
- Martial Law (1990)
- Смертельная игра (1991)
- Совершенное оружие (1991)
- Аллигатор 3: Мутация (1991)
- Три ниндзя (1992)
- Последний киногерой (1993)
- Тяжёлая справедливость (1995)

## Достижения
- NWA Florida Tag Team Championship
- AWA Southern Tag Team Championship
- NWA Georgia Heavyweight Championship
- NWA Georgia Tag Team Championship
- WWC Caribbean Heavyweight Championship|L&G Caribbean Heavyweight Championship
- NWA Southeastern Heavyweight Championship
- WCWA World Heavyweight Championship
- WCWA World Tag Team Championship
- NWA Texas Hardcore Championship
- NWA Americas Heavyweight Championship
- NWA Americas Tag Team Championship

- NWA Hawaii United States Championship
- NWA British Empire Heavyweight Championship (2 раза)
- Continental Championship Wrestling
- CWF Tag Team Championship
- IWA World Heavyweight Championship (WCW Австралия)
- IWA World Tag Team Championship (WCW Австралия)
- WWF International Tag Team Championship
- World Tag Team Championship (WWE)